# برايان ستانتون (منافس ألعاب قوى)
برايان ستانتون (بالإنجليزية: Brian Stanton)‏ هو منافس ألعاب قوى أمريكي، ولد في 19 فبراير 1961.

## وصلات خارجية
- برايان ستانتون على موقع الاتحاد الدولي لألعاب القوى (الإنجليزية)
- برايان ستانتون على موقع أوليمبيديا (الإنجليزية)